# Jakub Dąmbski
Jakub Dąmbski z Lubrańca herbu Godziemba (zm. przed 4 lutego 1676 roku) – chorąży zatorsko-oświęcimski w 1658 roku, pułkownik wojska powiatowego województwa krakowskiego w 1672 roku.
W 1669 roku był elektorem Michała Korybuta Wiśniowieckiego z księstw oświęcimskiego i zatorskiego.